# Selaginella compta
Selaginella compta là một loài dương xỉ trong họ Selaginellaceae. Loài này được Hand.-Mazz. mô tả khoa học đầu tiên năm 1929.